# Reck (Tauwerk)

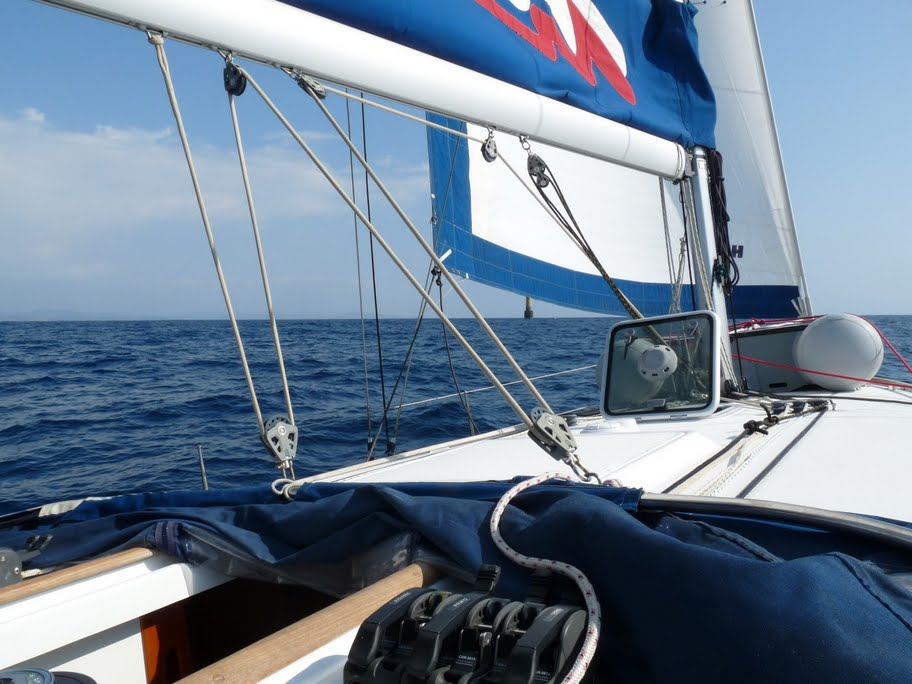
Großschot eines Segelbootes

Als Reck bezeichnet man die Dehnbarkeit eines Seiles. Der Begriff ist insbesondere in der Schifffahrt gebräuchlich.
Je nach Anwendungsfall werden Seile (Leinen) mit größerem oder geringerem Reck bevorzugt. Eine Leine mit geringem Reck dehnt sich bei Belastung weniger stark. Sie wird hauptsächlich für Fallen und Schoten eingesetzt, damit die Segel möglichst präzise getrimmt werden können und diese Einstellung auch beibehalten. Hat ein Fall zu viel Reck, wäre das zugehörige Segel nach einiger Zeit nicht mehr korrekt bis zur Mastspitze gesetzt, sondern würde unerwünschte Falten bekommen.
Leinen mit tendenziell mehr Reck verwendet man hingegen als Ankertrosse oder Festmacherleine. Hier ist erwünscht, dass die Leine beim Einrucken etwas federt um eine übermäßige Belastung der Beschläge und Klampen zu vermeiden. Abgenutzte alte Schoten sind dafür insbesondere keine gute Wahl.
Als Material für Festmacher kommen Leinen aus Polyamid (Markennamen Perlon, Nylon) oder Polypropylen in Frage, für reckarmes Tauwerk dagegen Polyester (Dacron) oder Polyethylen (darunter das extrem bruchfeste Dyneema). Neben der chemischen Verbindung des Fasergewebes kommt auch der Webtechnik eine wesentliche Bedeutung zu. Geschlagenes Tauwerk ist elastischer als geflochtenes, allerdings ist ihre Verwendung stark rückläufig und man verwendet heute geflochtenes Tauwerk für die meisten Zwecke. Beim geflochtenen Tauwerk muss der Mantel nicht aus dem gleichen Material wie der Kern bestehen, so dass die besten Eigenschaften der Materialien kombiniert werden können, zum Beispiel ein sehr reckarmer Kern umgeben von einem UV-beständigen und griffigen Mantel.